# خورنق خبازي

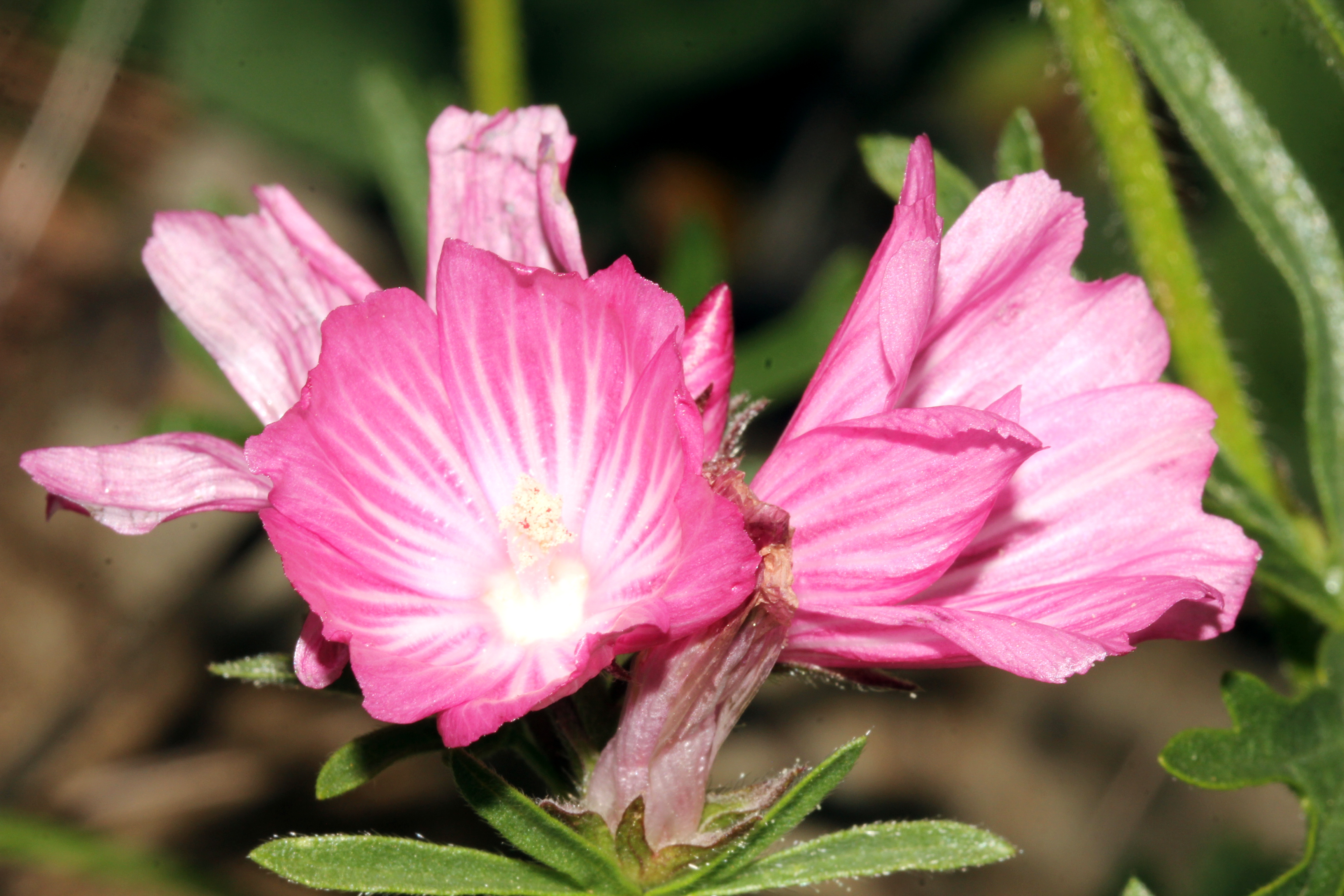

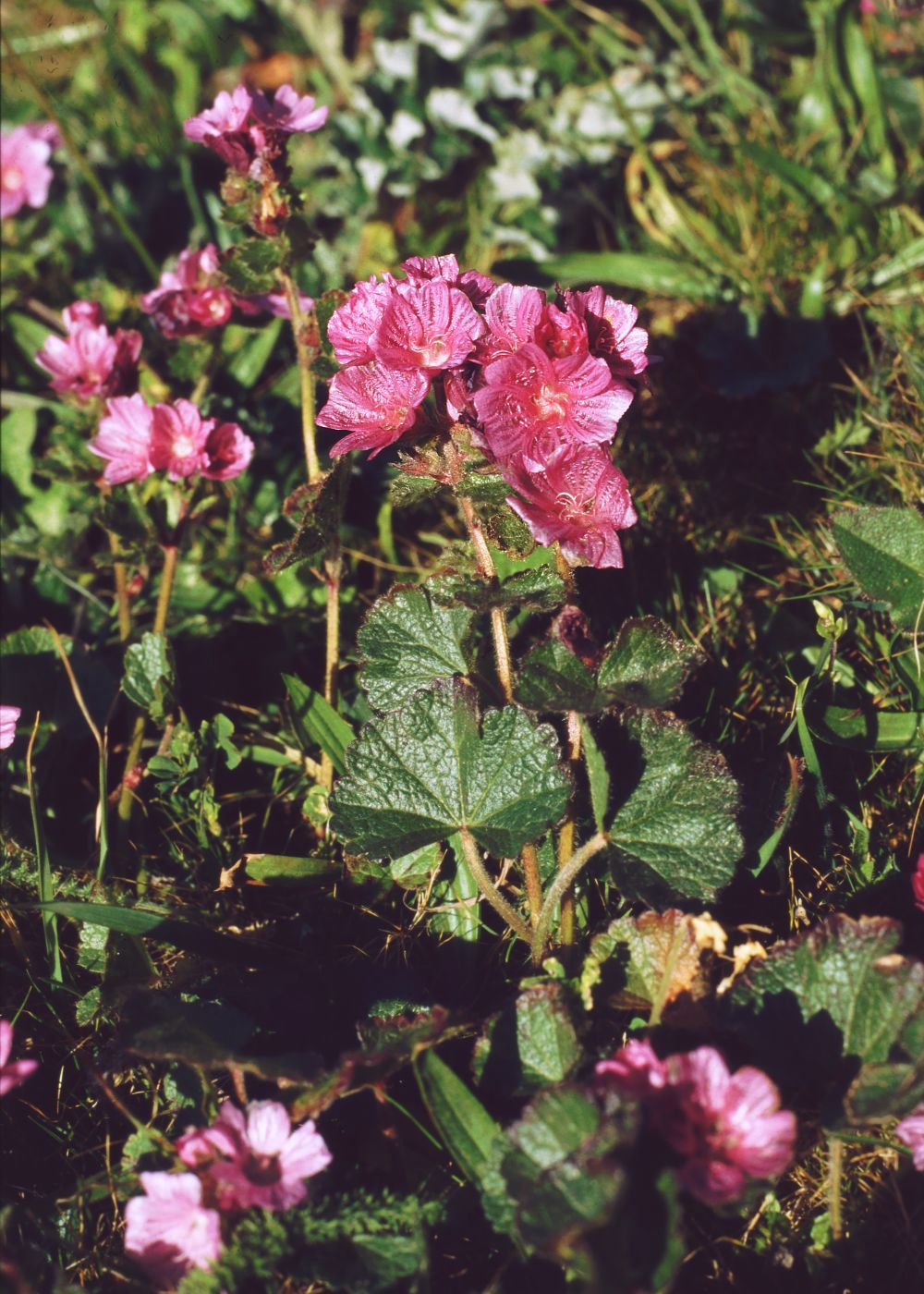

خَوَرْنَق خُبَّازيّ هو نوع الخورنق من النباتات المزهرة في فصيلة الخبازية تعلو من 100 إلى 180 سم. أوراقها صغيرة القد مفرضة نصلها مالس البشرة بحري اللون. أزهارها كبيرة القد عنقودية التجميع لونها إلى الأحمر الأرجواني. ازهراها يستمر طول الصيف.